# Halina Szostkiewicz
Halina Szostkiewicz (ur. 1930, zm. 2 maja 2020) – polska socjolog pochodzenia żydowskiego, redaktor publikacji książkowych. 

## Życiorys
Z wykształcenia była socjologiem, pracowała jako wykładowca uniwersytecki. Była także korektorem, między innymi w latach 2002–2019 współpracowała z redakcją Nowego Gabinetu Stomatologicznego. Przez wiele lat była członkiem Stowarzyszenia „Dzieci Holocaustu” w Polsce. Razem z Katarzyną Meloch przygotowała do druku kolejne tomy publikacji Dzieci Holocaustu mówią... recenzowanej między innymi przez Barbarę Engelking-Boni oraz dwa wydania zbioru wspomnień wojennych Czarny rok, czarne lata. Była także wraz z Heleną Rembelską i Joanną Sobolewską-Pyz, redaktorką wydanej nakładem Stowarzyszenia „Dzieci Holocaustu” w Polsce książki pt. Zapukali do drzwi... (Warszawa, 2011; ISBN 978-83-915787-2-8).